# Gnadochaeta australis
Gnadochaeta australis là một loài ruồi trong họ Tachinidae.